# Geolycosa xera
Geolycosa xera är en spindelart som beskrevs av McCrone 1963. Geolycosa xera ingår i släktet Geolycosa och familjen vargspindlar. Utöver nominatformen finns också underarten G. x. archboldi.